# 2013 год в кино
В данной статье представлены списки топ-10 самых кассовых фильмов года, самих фильмов, вышедших в течение года и наград, полученных фильмами за 2013 год.

## Самые кассовые фильмы
Ниже представлен список 10 самых кассовых фильмов 2013 года:
| Место | Название                        | Студия               | Мировые кассовые сборы |
| ----- | ------------------------------- | -------------------- | ---------------------- |
| 1     | Холодное сердце                 | Walt Disney Pictures | $1 276 480 335         |
| 2     | Железный человек 3              | Marvel Studios       | $1 214 811 252         |
| 3     | Гадкий я 2                      | Universal Studios    | $970 761 885           |
| 4     | Хоббит: Пустошь Смауга          | Warner Bros.         | $958 366 855           |
| 5     | Голодные игры: И вспыхнет пламя | Lionsgate            | $865 011 746           |
| 6     | Форсаж 6                        | Universal Studios    | $788 679 850           |
| 7     | Университет монстров            | Walt Disney Pictures | $744 229 437           |
| 8     | Гравитация                      | Warner Bros.         | $723 192 705           |
| 9     | Человек из стали                | Warner Bros.         | $668 045 518           |
| 10    | Тор 2: Царство тьмы             | Marvel Studios       | $644 571 402           |

## Самые кассовые фильмы в российском прокате
Ниже представлен список 10 самых кассовых фильмов 2013 года в российском прокате по данным «Кинобизнес сегодня»:
| Место | Название               | Студия                                      | Кассовые сбор (руб.) |
| ----- | ---------------------- | ------------------------------------------- | -------------------- |
| 1     | Сталинград             | Walt Disney Studios Sony Pictures Releasing | 1 669 594 028        |
| 2     | Хоббит: Пустошь Смауга | Каро Премьер                                | 1 497 044 429        |
| 3     | Железный человек 3     | Walt Disney Studios Sony Pictures Releasing | 1 382 328 568        |
| 4     | Ёлки 3                 | Bazelevs                                    | 1 245 417 807        |
| 5     | Тор 2: Царство тьмы    | Walt Disney Studios Sony Pictures Releasing | 1 164 058 589        |
| 6     | Гадкий я 2             | Universal Pictures International Russia     | 1 159 788 647        |
| 7     | Холодное сердце        | Walt Disney Studios Sony Pictures Releasing | 1 105 730 702        |
| 8     | Форсаж 6               | Universal Pictures International Russia     | 1 071 581 006        |
| 9     | Легенда № 17           | Централ Партнершип                          | 922 932 310          |
| 10    | Жизнь Пи               | Двадцатый Век Фокс СНГ                      | 919 564 402          |

## События
- 28 августа — 7 сентября — 70-й Венецианский кинофестиваль[3].
- 12 апреля — Церемония вручения народной кинопремии «Жорж».

## Фильмы

### Зарубежные фильмы, демонстрировавшиеся в 2013 году
Представлены фильмы, вышедшие на большой экран в 2013 году в России.

#### Январь
- 1 января
  - Жизнь Пи
  - Movie 43
- 3 января
  - Агент под прикрытием (США)
  - Метеора (Франция, Германия, Греция)
  - Третье измерение[англ.] (Индия)
- 10 января
  - Джек Ричер
  - Анна Каренина
  - Искатели могил 2
- 17 января
  - Охотники на ведьм (Ганзель и Грета: Охотники за ведьмами)
  - Джанго освобождённый
- 24 января
  - Линкольн
  - Охотники на гангстеров
  - Большие надежды
- 31 января
  - Тепло наших тел[4]
  - Реальные парни
  - Паркер
  - Доспехи Бога: Миссия Зодиак

#### Февраль
- 7 февраля
  - Отверженные
  - Неудержимый
  - Техасская резня бензопилой 3D
  - Киллер Джо
- 14 февраля
  - Прекрасные создания
  - Крепкий орешек: Хороший день, чтобы умереть
  - Калейдоскоп любви
  - Ромео и Джульетта
  - Мастер
  - Невозможное
- 21 февраля
  - Возвращение героя
  - Хичкок
  - Цель номер один
  - Стукач
- 28 февраля
  - Побег с планеты Земля
  - Последнее изгнание дьявола: Второе пришествие
  - 3 еврей с краю
  - Любовь по-взрослому («Это сорок»)
  - Побочный эффект
  - Квартет

#### Март
- 7 марта
  - Мама
  - Оз: Великий и Ужасный
  - Гамбит
  - Любовь – это всё, что тебе нужно
  - Ренуар. Последняя любовь
  - 21 и больше
- 14 марта
  - Неуловимые
  - Умопомрачительные фантазии Чарльза Свона — третьего
  - Таймлесс. Рубиновая книга
  - Даю год
  - Тревожный вызов
  - Разрешите вас прикончить?
  - Переполох на районе
- 21 марта
  - Джек — покоритель великанов
  - Семейка Крудс
  - Фортуна Вегаса
  - Маньяк
  - Мёбиус
  - Атака на Перл Харбор
  - Измеряя мир
- 28 марта
  - G.I. Joe: Бросок кобры 2
  - Гостья
  - Пушки, телки и азарт
  - Улица Арлетт, 388
  - Белоснежка
  - Бойцы
  - Эрнест и Селестина: Приключения мышки и медведя
  - Ты и я навсегда

#### Апрель
- 2 апреля
  - Кошмар дома на холме 2
- 4 апреля
  - Падение Олимпа
  - Зловещие мертвецы: Чёрная книга
  - Одним меньше
  - Хороший доктор
  - Транс
  - Миллион для чайников
  - Самсара
  - Да здравствует Франция
- 11 апреля
  - Обливион
  - Последний звонок
- 18 апреля
  - Место под соснами
  - Кон-Тики
  - Добро пожаловать в капкан
- 25 апреля
  - Очень страшное кино 5
  - В белом плену
  - Кровью и потом: Анаболики

#### Май
- 2 мая
  - Железный человек 3
  - Тачка № 19
- 9 мая
  - Отвязные каникулы
  - Призраки в Коннектикуте 2: Тени прошлого
  - Шутки в сторону
- 16 мая
  - Великий Гэтсби
  - Стартрек: Возмездие (2D, 3D, IMAX 3D, Dolby Atmos)
- 23 мая
  - Форсаж 6
  - Пентхаус с видом на север
  - Я очень возбуждён
- 30 мая
  - Мальчишник: Часть III
  - Эпик
  - Великий мастер
  - Остров Ним 2

#### Июнь
- 6 июня
  - После нашей эры
  - Уличные танцы 3
  - К чуду
- 12 июня
  - Большая свадьба
  - Иллюзия обмана
  - Эффект колибри
- 13 июня
  - Воображариум
  - Судная ночь
  - Экзамен для двоих
- 16 июня
  - My Little Pony: Equestria Girls
- 20 июня
  - Университет монстров
  - Человек из стали
  - Кадры
- 27 июня
  - Война миров Z
  - Элитное общество
  - Пена дней
  - Жетоны ярости

#### Июль
- 4 июля
  - Одинокий рейнджер
  - Копы в юбках
  - Нимфоманка
  - Марафон
- 11 июля
  - Тихоокеанский рубеж
  - Мёрзлая земля
  - Византия
- 18 июля
  - Турбо
  - Штурм Белого дома
  - Мамочка и я
  - Призрачный патруль
- 25 июля
  - Росомаха: Бессмертный
  - Очень паранормальное кино
  - Заклятие

#### Август
- 1 августа
  - РЭД 2
  - Смурфики 2
- 8 августа
  - Элизиум — рай не на Земле
  - Притворись моим парнем
- 15 августа
  - Гадкий я 2
  - Паранойя
  - Мы — Миллеры
- 22 августа
  - Перси Джексон и Море чудовищ
  - Орудия смерти: Город костей
- 29 августа
  - Одноклассники 2
  - Самолёты
  - Тебе конец!
- 30 августа
  - One Direction: Это мы

#### Сентябрь
- 5 сентября
  - Лавлэйс
  - Два ствола
  - Пипец 2
  - З/Л/О 2
  - Я плюю на ваши могилы 2
- 8 сентября
  - Окулус
- 12 сентября
  - Риддик 3D
  - Гонка
- 19 сентября
  - Бойфренд из будущего
  - Конец света 2013: Апокалипсис по-голливудски
  - Пленницы
  - Малавита
  - Джобс: Империя соблазна
- 26 сентября
  - Ва-банк
  - Страсти Дон Жуана
  - Синий жасмин

#### Октябрь
- 3 октября
  - Астрал 2
  - Как я теперь живу
  - Гравитация
- 10 октября
  - Убойный уикенд
  - Возмутитель спокойствия
- 17 октября
  - План побега
  - Армагеддец
- 24 октября
  - Медсестра 3D
  - Пятая власть
  - Облачно, возможны осадки: Месть ГМО
  - Джастин и рыцари доблести
  - Мачете убивает
- 31 октября
  - Игра Эндера
  - Индюки: Назад в будущее
  - Советник

#### Ноябрь
- 7 ноября
  - Тор 2: Царство тьмы[5]
- 14 ноября
  - Starперцы
  - Погнали!
  - Телекинез
- 21 ноября
  - Голодные игры: И вспыхнет пламя
  - Отец-молодец
  - Спасти Санту
- 28 ноября
  - Грязь
  - Последний рубеж
  - Олдбой

#### Декабрь
- 5 декабря
  - Капитан Филлипс
  - Диана: История любви
- 12 декабря
  - 12 лет рабства
  - Холодное сердце
  - Короли танцпола
- 19 декабря
  - Хоббит: Пустошь Смауга (2D, 3D, IMAX 3D, Dolby Atmos)
  - Прогулка с динозаврами 3D
  - Я, снова я и мама

### Российские фильмы и фильмы постсоветских республик

#### РФ

##### Январь
- 1 января — Снежная королева
- 10 января — Дублёр

##### Февраль
- 21 февраля — Метро
- 28 февраля — Что творят мужчины!

##### Март
- 7 марта — О чём молчат девушки
- 14 марта — За Маркса…
- 28 марта — Икона сезона

##### Апрель
- 11 апреля — Ку! Кин-дза-дза
- 18 апреля — Легенда № 17
- 25 апреля — Возвращение Буратино

##### Май
- 1 мая
  - Сокровища О. К.
  - Печать царя Соломона
- 30 мая — Гагарин. Первый в космосе

##### Июнь
- 13 июня — Zомби каникулы 3D

##### Июль
- 4 июля — Марафон

##### Сентябрь
- 5 сентября — 12 месяцев
- 19 сентября — Вот это любовь!
- 26 сентября
  - Околофутбола
  - Привычка расставаться

##### Октябрь
- 3 октября — Всё включено 2
- 16 октября — Про жену, мечту и ещё одну…
- 17 октября
  - Курьер из «Рая»
  - Сталинград
- 24 октября — Горько!
- 24 октября
  - Как поймать перо Жар-Птицы
- 31 октября
  - Похабовск. Обратная сторона Сибири
  - Тёмный мир: Равновесие
  - Три мушкетёра

##### Ноябрь
- 14 ноября — Три мушкетёра

##### Декабрь
- 5 декабря
  - Владение 18
  - Остров везения
- 12 декабря —
  - Одноклассники.ru: НаCLICKай удачу
- 15 декабря
  - The Fetsun
- 26 декабря
  - Иван Царевич и Серый Волк 2
  - Ёлки 3

#### Украина

##### Декабрь
- 12 декабря — Полярный рейс

#### Фильмы совместных производителей

##### Двух стран
(Включены также фильмы, снятые совместно с зарубежными компаниями)

###### Январь
- 24 января — Билет на Vegas (РФ-США)

###### Февраль
- 28 февраля — Тайна перевала Дятлова (РФ-Великобритания-США)

## Награды

### Critics' Choice Movie Awards
18-я церемония вручения наград премии Critics' Choice Movie Awards Ассоциацией телекинокритиков США и Канады прошла 10 января 2013 года. Ведущим церемонии был американский журналист Сэм Рубин.
- Лучший фильм: «Операция "Арго"»
- Лучший режиссёр: Бен Аффлек — «Операция "Арго"»
- Лучшая мужская роль: Дэниэл Дэй-Льюис — «Линкольн»
- Лучшая женская роль: Джессика Честейн — «Цель номер один»
- Лучшая мужская роль второго плана: Филип Сеймур Хоффман — «Мастер»
- Лучшая женская роль второго плана: Энн Хэтэуэй— «Отверженные»
- Лучший(-ая) молодой (-ая) актёр/актриса: Кувенжаней Уоллис — «Звери дикого Юга»
- Лучший актёрский состав: «Мой парень — псих»
- Лучший сценарий: Квентин Тарантино — «Джанго освобождённый»
- Лучший адаптированный сценарий: Тони Кушнер — «Линкольн»
- Лучший анимационный фильм: «Ральф»
- Лучший фильм на иностранном языке: «Любовь»

### Премия «Золотой глобус»
70-я церемония вручения наград американской премии «Золотой глобус» состоялась 13 января 2013 года в отеле «Беверли-Хилтон», Лос-Анджелес, США. Ведущими церемонии выступили комедийные актрисы Тина Фей и Эми Полер. Почётная награда имени Сесиля Б. Де Милля за жизненные достижения в области кинематографа была вручена актрисе Джоди Фостер.
- Лучший фильм (драма): «Операция "Арго"»
- Лучший фильм (комедия или мюзикл): «Отверженные»
- Лучший режиссёр: Бен Аффлек — «Операция "Арго"»
- Лучшая мужская роль (драма): Дэниэл Дэй-Льюис — «Линкольн»
- Лучшая женская роль (драма): Джессика Честейн — «Цель номер один»
- Лучшая мужская роль (комедия или мюзикл): Хью Джекман — «Отверженные»
- Лучшая женская роль (комедия или мюзикл): Дженнифер Лоуренс — «Мой парень — псих»
- Лучшая мужская роль второго плана: Кристоф Вальц — «Джанго освобождённый»
- Лучшая женская роль второго плана: Энн Хэтэуэй— «Отверженные»
- Лучший сценарий: Квентин Тарантино — «Джанго освобождённый»
- Лучший анимационный фильм: «Храбрая сердцем»
- Лучший фильм на иностранном языке:  «Любовь»

### Кинофестиваль «Сандэнс»
Кинофестиваль «Сандэнс-2013» прошёл с 17 по 27 января 2013 года в городе Парк-Сити, штат Юта, США.
- Лучший американский художественный фильм: «Станция "Фрутвэйл"»
- Лучший зарубежный художественный фильм: «Картофель»
- Лучший американский документальный фильм: «Кровный брат»
- Лучший зарубежный документальный фильм: «Река меняет течение»

### Премия «Золотой орёл»
11-я церемония вручения наград премии «Золотой орёл» состоялась 25 января 2013 года в первом павильоне киноконцерна «Мосфильм».
- Лучший игровой фильм: «Белый тигр»
- Лучший неигровой фильм: «Антон тут рядом»
- Лучший анимационный фильм: «И.С. Бах»
- Лучшая режиссёрская работа: Андрей Прошкин за работу над фильмом «Орда»
- Лучший сценарий: Юрий Арабов за сценарий к фильму «Орда»
- Лучшая мужская роль: Данила Козловский за роль в фильме «Духless»
- Лучшая женская роль: Анна Михалкова за роль в фильме «Любовь с акцентом»
- Лучшая мужская роль второго плана: Андрей Смоляков за роль в фильме «Высоцкий. Спасибо, что живой»
- Лучшая женская роль второго плана: Виктория Толстоганова за роль в фильме «Шпион»
- Лучший зарубежный фильм в российском прокате:  «Артист»

### Премия Гильдии киноактёров США
19-я церемония вручения премии Гильдии киноактёров США за заслуги в области кинематографа и телевидения за 2012 год состоялась 27 января 2013 года в Лос-Анджелесе.
- Лучшая мужская роль: Дэниэл Дэй-Льюис — «Линкольн»
- Лучшая женская роль: Дженнифер Лоуренс — «Мой парень — псих»
- Лучшая мужская роль второго плана: Томми Ли Джонс — «Линкольн»
- Лучшая женская роль второго плана: Энн Хэтэуэй — «Отверженные»
- Лучший актёрский состав: «Операция "Арго"»
- Лучший каскадёрский состав: «007: Координаты "Скайфолл"»

### Премия гильдия режиссёров Америки
65-я церемония вручения премий Американской гильдии режиссёров за заслуги в области кинематографа и телевидения за 2012 год состоялась 2 февраля 2013 года в Лос-Анджелесе.
- Лучший фильм: «Операция "Арго"», реж. Бен Аффлек
- Лучший документальный фильм: «В поисках Сахарного Человека», реж. Малик Бенджеллуль

### Берлинский кинофестиваль
63-й Берлинский международный кинофестиваль проходил с 7 по 17 февраля 2013 года Берлине, Германия. В основной конкурс вошло 18 лент. Жюри основного конкурса возглавлял гонконгский режиссёр и сценарист Вонг Карвай.
- Золотой медведь: «Поза ребёнка», реж. Калин Питер Нецер ()
- Гран-при жюри (Серебряный медведь): «Эпизод из жизни сборщика железа», реж. Данис Танович (,)
- Серебряный медведь за лучшую режиссёрскую работу: Дэвид Гордон Грин, «Властелин разметки» ()
- Серебряный медведь за лучшую мужскую роль: Назиф Мужич за «Эпизод из жизни сборщика железа» ()
- Серебряный медведь за лучшую женскую роль: Паулина Гарсиа за «Глория» ()
- Серебряный медведь за лучший сценарий: Джафар Панахи за «Закрытый занавес» ()

### Премия BAFTA
66-я церемония вручения наград британской премии «BAFTA» состоялась 10 февраля 2013 года в Королевском театре Ковент-Гарден в Лондоне, Великобритания. 
- Лучший фильм: «Операция "Арго"»
- Лучший британский фильм: «007: Координаты "Скайфолл"»
- Лучший фильм на иностранном языке:  «Любовь»
- Лучший режиссёр: Бен Аффлек — «Операция "Арго"»
- Лучшая мужская роль: Дэниэл Дэй-Льюис — «Линкольн»
- Лучшая женская роль: Эммануэль Рива — «Любовь»
- Лучшая мужская роль второго плана: Кристоф Вальц — «Джанго освобождённый»
- Лучшая женская роль второго плана: Энн Хэтэуэй — «Отверженные»
- Лучший оригинальный сценарий: Квентин Тарантино — «Джанго освобождённый»
- Лучший адаптированный сценарий: Дэвид О' Рассел — «Мой парень — псих»
- Лучший анимационный фильм: «Храбрая сердцем»

### Премия «Сезар»
38-я церемония вручения наград премии «Сезар» за заслуги в области французского кинематографа за 2012 год состоялась 22 февраля 2013 года в театре «Шатле» (Париж, Франция) 
- Лучший фильм: «Любовь»
- Лучший фильм на иностранном языке:  «Операция "Арго"»
- Лучший режиссёр: Михаэль Ханеке — «Любовь»
- Лучшая мужская роль: Жан-Луи Трентиньян  — «Любовь»
- Лучшая женская роль: Эммануэль Рива — «Любовь»
- Лучшая мужская роль второго плана: Гийом де Тонкедек — «Имя»
- Лучшая женская роль второго плана: Валерия Бенгиги  — «Имя»
- Лучший оригинальный сценарий: Михаэль Ханеке — «Любовь»
- Лучший адаптированный сценарий: Жак Одиар и Тома Бидеген — «Ржавчина и кость»

### Премия «Независимый дух» (Independent Spirit Awards)
28-я церемония вручения премии «Независимый дух», ориентированной в первую очередь на американское независимое кино, за 2012 год состоялась 23 февраля 2013 года в Лос-Анджелесе.
- Лучший фильм: «Мой парень — псих»
- Лучший режиссёр: Дэвид О' Рассел — «Мой парень — псих»
- Лучшая мужская роль: Джон Хоукс — «Суррогат»
- Лучшая женская роль: Дженнифер Лоуренс — «Мой парень — псих»
- Лучшая мужская роль второго плана: Мэтью МакКонахи — «Супер Майк»
- Лучшая женская роль второго плана: Хелен Хант — «Суррогат»
- Лучший сценарий: Дэвид О' Рассел — «Мой парень — псих»
- Лучший фильм на иностранном языке:  «Любовь»

### Премия «Оскар»
85-я церемония вручения наград американской премии «Оскар» состоялась 24 февраля 2013 года в театре «Долби», Лос-Анджелес, США. Ведущим церемонии был актёр Сет Макфарлейн.
- Лучший фильм: «Операция "Арго"»
- Лучший режиссёр: Энг Ли, «Жизнь Пи»
- Лучшая мужская роль: Дэниэл Дэй-Льюис — «Линкольн»
- Лучшая женская роль: Дженнифер Лоуренс — «Мой парень — псих»
- Лучшая мужская роль второго плана: Кристоф Вальц — «Джанго освобождённый»
- Лучшая женская роль второго плана: Энн Хэтэуэй — «Отверженные»
- Лучший оригинальный сценарий: Квентин Тарантино — «Джанго освобождённый»
- Лучший адаптированный сценарий: Крис Террио — «Операция "Арго"»
- Лучший анимационный фильм: «Храбрая сердцем»
- Лучший фильм на иностранном языке:  «Любовь»

### Премия «Ника»
26-я церемония вручения наград премии «Ника» состоялась 2 апреля 2013 года в Московском государственном академическом театре оперетты.
- Лучший игровой фильм: «Фауст»
- Лучший фильм стран СНГ и Балтии: «Вечное возвращение» (Украина)
- Лучший неигровой фильм: «Антон тут рядом»
- Лучший анимационный фильм: «Бессмертный»
- Лучшая режиссёрская работа: Александр Сокуров за работу над фильмом «Фауст»
- Лучший сценарий: Юрий Арабов за сценарий к фильму «Фауст»
- Лучшая мужская роль: Антон Адасинский за роль в фильме «Фауст» и Максим Суханов за роль в фильме «Орда»
- Лучшая женская роль: Роза Хайруллина за роль в фильме «Орда»
- Лучшая мужская роль второго плана: Андрей Панин за роль в фильме «Искупление»
- Лучшая женская роль второго плана: Татьяна Друбич за роль в фильме «Последняя сказка Риты»

### MTV Movie Awards
Церемония вручения кинонаград канала MTV за состоялась 14 апреля 2013 года в Лос-Анджелесе. Ведущей стала американская актриса Ребел Уилсон. 
- Лучший фильм года: «Мстители»
- Лучшая мужская роль: Брэдли Купер — «Мой парень — псих»
- Лучшая женская роль: Дженнифер Лоуренс — «Мой парень — псих»
- Прорыв года: Ребел Уилсон — «Идеальный голос»

### Каннский кинофестиваль
66-й Каннский международный кинофестиваль проходил с 15 по 26 мая 2013 года в Каннах, Франция. В основной конкурс вошло 20 лент. Жюри основного конкурса возглавил американский режиссёр и продюсер Стивен Спилберг.
- Золотая пальмовая ветвь: «Жизнь Адель», реж. Абделатиф Кешиш ( Франция)
- Гран-при: «Внутри Льюина Дэвиса», реж. Итан и Джоэл Коэн (США)
- Приз жюри: «Сын в отца», реж. Хирокадзу Корээда (Япония)
- Лучший режиссёр: Амат Эскаланте за «Эли» (Мексика)
- Лучший сценарий: Цзя Чжанкэ за «Прикосновение греха» (Китай)
- Лучшая мужская роль: Брюс Дерн за «Небраска» (США)
- Лучшая женская роль: Беренис Бежо за «Секреты прошлого» (Франция)

### «Кинотавр»
24-й открытый российский кинофестиваль «Кинотавр-2013» проходил с 2 по 9 июня 2013 года в Сочи. Жюри возглавил режиссёр, сценарист и продюсер Александр Митта.
- Лучший фильм: «Географ глобус пропил», реж. Александр Велединский
- Лучший режиссёр: Виталий Манский, «Труба»
- Лучший дебют: фильм «Интимные места», реж. Наталья Меркулова и Алексей Чупов
- Лучшая мужская роль: Константин Хабенский («Географ глобус пропил», реж. Александр Велединский)
- Лучшая женская роль: Юлия Ауг, фильм «Интимные места»
- Лучшая операторская работа: Шандор Беркеши, «Небесные жёны луговых мари»
- Лучший сценарий: Денис Осокин, фильм «Небесные жёны луговых мари»
- Приз жюри кинопрокатчиков: «Географ глобус пропил», реж. Александр Велединский

### Московский международный кинофестиваль
35-й Московский международный кинофестиваль прошёл в Москве с 20 по 29 июня 2013 года. Председателем жюри основного конкурса был иранский кинорежиссёр и сценарист Мохсен Махмальбаф. Главный приз кинофестиваля, «Золотой Георгий», получил фильм «Частица» режиссёра Эрдема Тепегёза ().

### Премия «Сатурн»
39-я церемония вручения наград премии «Сатурн» за заслуги в области фантастики, фэнтези и фильмов ужасов за 2012 год состоялась 26 июня 2013 года в городе Бербанк (Калифорния, США).
- Лучший научно-фантастический фильм: «Мстители»
- Лучший фильм-фэнтези: «Жизнь Пи»
- Лучший фильм ужасов/триллер: «Хижина в лесу»
- Лучший приключенческий фильм/боевик: «007: Координаты "Скайфолл"»
- Лучший полнометражный мультфильм: «Франкенвини»
- Лучший иностранный фильм: «Охотники за головами» (Норвегия)
- Лучший независимый фильм: «Киллер Джо»
- Лучший режиссёр: Джосс Уидон — «Мстители»
- Лучшая мужская роль: Мэттью Макконахи — «Киллер Джо»
- Лучшая женская роль: Дженнифер Лоуренс — «Голодные игры»
- Лучшая мужская роль второго плана: Кларк Грегг — «Мстители»
- Лучшая женская роль второго плана: Энн Хэтэуэй — «Тёмный рыцарь: Возрождение легенды»
- Лучший сценарий: Квентин Тарантино — «Джанго освобождённый»

### Венецианский кинофестиваль
70-й Венецианский международный кинофестиваль проходил с 28 августа по 7 сентября 2013 года в Венеции, Италия. В основной конкурс вошло 20 лент. Жюри основного конкурса возглавлял итальянский режиссёр Бернардо Бертолуччи.
- Золотой лев: «Священная римская кольцевая», реж. Джанфранко Рози (Италия)
- Особый приз жюри: «Бродячие псы», реж. Цай Минлян (Китайская Республика, Франция)
- Серебряный лев за лучшую режиссёрскую работу: Александрос Авранас, «Госпожа жестокость» (Греция)
- Золотые Озеллы за лучший сценарий:  Стив Куган, Джефф Поуп, «Филомена» (Великобритания)
- Специальный приз жюри: «Жена полицейского», реж. Филипп Грёнинг (Германия)
- Кубок Вольпи за лучшую мужскую роль: Темис Пану за «Госпожа жестокость» (Греция)
- Кубок Вольпи за лучшую женскую роль: Елена Котта за «Улица в Палермо» (Италия, Швейцария, Франция)

### Премия Европейской киноакадемии
26-я церемония континентальной премии Европейской академии кино состоялась 13 декабря 2013 года в столице Германии, Берлине.
- Лучший фильм: «Великая красота» (,)
- Лучший режиссёр: Паоло Соррентино — «Великая красота» ()
- Лучший сценарий: Франсуа Озон — «В доме» ()
- Лучшая мужская роль: Тони Сервилло — «Великая красота» ()
- Лучшая женская роль: Верле Батенс — «Разомкнутый круг» ()
- Лучшая комедия — «Любовь — это всё, что тебе нужно» ()
- Приз зрительских симпатий — «Золотая клетка» ()

## Фильмы по странам

### Фильмы Германии
- 13-й ученик

### Фильмы Индии
- Байкеры 3

### Фильмы Великобритании
- 4-й рейх
- Алан Патридж
- 24 часа
- 36
- 365 дней
- 72 часа
- Сплинтер Селл
- Стойкие мужчины
- Аарон и Сара
- Автоколонна
- Агнец Божий
- Акира
- Американские девушки: Потерять парня
- Антонио Вивальди
- Армия мертвецов
- Банда Разводного Ключа

### Фильмы Франции
- Камилла Клодель, 1915
- Мёбиус
- (Не)жданный принц

### Фильмы Новой Зеландии
- Эверест. Достигая невозможного (3D)

## Телесериалы

### Российские сериалы
- Торговый центр
- Шерлок Холмс
- Дорогая
- Оттепель
- Молодёжка

### Английские сериалы
- Шерлок
- Атлантида
- Пуаро Агаты Кристи

## Неизвестная дата
- S4: Невероятная правдивая история Боба Лазара
- Пуки Пук
- Академия стюардессы
- Гной
- Аллея зомби
- Американский идиот
- Ангелы Ада
- Аполло Торн
- Аура
- Багс Банни
- Баксы
- Бандидо 2: Вор сердца
- Красавица и чудовище